# Сен-Фаржо, Луи Мишель Лепелетье
Луи́ Мише́ль Лепелетье́, маркиз де Сен-Фаржо́ (фр. Louis-Michel Lepeletier, marquis de Saint-Fargeau; 29 мая 1760, Париж — 21 января 1793, там же) — французский политик и юрист. Считается первым мучеником Великой французской революции. Первый революционер, похороненный в Пантеоне.

## Биография
Родился в богатой аристократической семье. Брат энтомолога Амедея Луи Мишеля Лепелетье и сводный брат политика Феликса Лепелетье. Один из предков писателя Жана д’Ормессона. Состоял в масонской ложе Великого Востока Франции.
Первоначально, разделял консервативные взгляды большинства своего класса. Постепенно его идеи стали более радикальными. 13 июля 1789 года выступил с требованием вернуть Жака Неккера, чья отставка вызвала большое волнение в Париже и послужила поводом к восстанию. Выступал за отмену смертной казни и каторжных работ, за замену гильотинирования повешением, что принесло ему широкую популярность. 21 июня 1790 года стал президентом Учредительного собрания. Занимал эту должность в течение двух недель, согласно установленному регламенту.
В 1791 г. избран президентом генерального совета департамента Йонна. Затем был избран депутатом Национального конвента.
Выступил в пользу суда над Людовиком XVI и подал решающий голос (за — 361, против — 360), проголосовав за смертный приговор королю. Был убит в ресторане в Пале-Рояль членом Гвардейского корпуса Франции Филиппом Николя Мари де Пари при невыясненных обстоятельствах за несколько часов до казни Людовика XVI.
Похоронен в парижском Пантеоне. После Термидорианского переворота останки были удалены из Пантеона и перезахоронены родственниками в родовом имении в Сен-Фаржо.

## Проект национального образования
Выступил с критикой представленного Комитетом по народному образованию проекта на основе идей Кондорсе, поскольку тот не охватывал всех детей унифицированной системой государственного начального обучения. Был создателем выдержанного в духе идей Жан-Жака Руссо проекта национального школьного образования, который предусматривал обязательное бесплатное обучение в «домах национального воспитания» всех детей обоего пола в возрасте от пяти или семи до двенадцати лет. Согласно плану, финансирование образовательной программы должно быть организовано за счёт дополнительного налогообложения представителей богатых классов. Считал целесообразным совмещать учёбу с трудовым воспитанием: детям предлагалось работать на полях и в ремесленных мастерских, ухаживать за стариками. В школе вместо религии должны были преподаваться история революции, основы конституции и морали; таким образом, Лепелетье надеялся обновить общество, видя в этом утопический способ ликвидации нищеты и преодоления социального неравенства. И Лепелетье, и Кондорсе выделяли три высшие ступени образования: средние школы, институты и лицеи. Несмотря на энергичное заступничество Робеспьера, в августе 1793 года этот проект был отвергнут Национальным конвентом.

## Память
- Именем маркиза де Сен-Фаржо названа одна из улиц Парижа, а также соседствующая с ней станция Парижского метрополитена («Saint-Fargeau»).

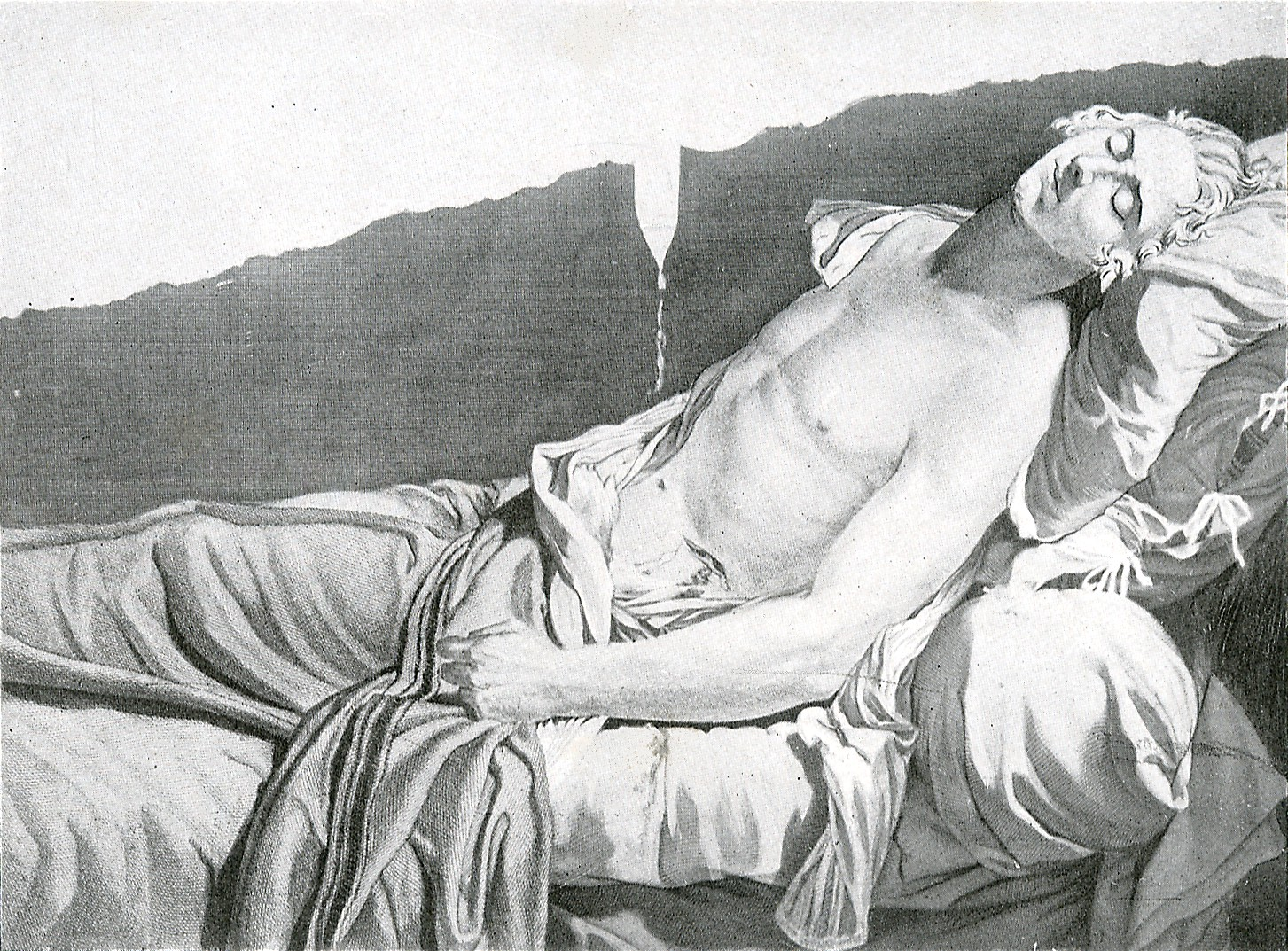
Гравюра Анатоля Девожа по картине Жака-Луи Давида

- Уже через месяц после убийства, 23 февраля 1793 года, парижский театр Опера-Комик поставил музыкальный спектакль о событиях его жизни и смерти под названием «Лепелетье де Сен-Фаржо, или Первый мученик Французской республики» («Le Peletier de Saint-Fargeau, ou Le premier martyr de la République française») по либретто Огюста-Луи Бертена д’Антилли на музыку Фредерика Власия[9][10].
- Был изображён на знаменитой картине французского художника Жака-Луи Давида, «Лепелетье де Сен-Фаржо на смертном одре[фр.]», выкупленной и уничтоженной дочерью Лепелетье Сюзанной[англ.][11], которая была ярой сторонницей монархии. Ею были также уничтожены все репродукции картины, кроме одной, случайно уцелевшей, и одного сохранившегося рисунка ученика художника[12][13].